# ケンコバのほろ酔いビジホ泊 全国版
『ケンコバのほろ酔いビジホ泊 全国版』（ケンコバのほろよいビジホはく ぜんこくばん）は、2023年10月5日からBS朝日で放送されている旅番組で、ケンドーコバヤシの冠番組。

## 概要
2023年6月に放送された単発番組「今夜はビジホに泊まりたい」をレギュラー化。
番組の内容としてはケンドーコバヤシが全国のビジネスホテルを紹介する。前半はその日に宿泊するビジネスホテルの館内を見て回ったり、設備を実際に体験するかたちで進んでいき、館内の入浴設備を利用する際は撮影用に肌色のパンツを着用している。その後は、ホテルから出て周辺の街を自由気ままなブラブラ歩き、歓楽街でほろ酔いになる。
歓楽街を歩いている際に風俗店などテレビで紹介するのがはばかられるような店舗が出てきた場合は、視聴者に店名や店舗の概要などが見えないように紫色のぼかしが掛けられている。
レギュラー昇格でケンドーコバヤシは、「（ロケの気ままぶりを自覚するだけに）ホンマ心配になりました（笑い）。でもこれでいいんだと思ったら、ものすごい気ぃ楽になりました」と語っている。
2024年7月からCSの旅チャンネルでも放送が開始されている。

## 出演者
出演者
- ケンドーコバヤシ

ケンドーコバヤシのみの出演であるが、所々で番組のスタッフと話しながら番組が進んでいく。
ナレーション
- 津野まさい
- マリリン山田

## 放送リスト

### 単発版

#### 2023年
| 放映日  | 場所       | 宿泊したホテル                                                      |
| ------- | ---------- | ------------------------------------------------------------------- |
| 6月16日 | 上野、田町 | ドーミーイン上野・御徒町 ホテル ヴィラフォンテーヌ グランド東京田町 |

### レギュラー版

#### 2023年
| #  | 放送日   | 場所                     | ゲスト | 宿泊したホテル                            | 備考                      |
| -- | -------- | ------------------------ | ------ | ----------------------------------------- | ------------------------- |
| 1  | 10月05日 | 新世界（大阪）           | -      | ホテルサンプラザ                          |                           |
| 2  | 10月12日 | 五反田                   | -      | 京王プレッソイン五反田                    |                           |
| 3  | 10月19日 | 天満（大阪）             | -      | ROTA105                                   |                           |
| 4  | 10月26日 | 有楽町                   | -      | レム日比谷                                |                           |
| 5  | 11月02日 | 桜木町（神奈川県横浜市） | -      | ホテルテラス横浜桜木町                    |                           |
| 6  | 11月09日 | 大宮                     | -      | スーパーホテルPremierさいたま・大宮駅東口 |                           |
| 7  | 11月16日 | 関内                     | -      | レンブラントホテル横浜関内                |                           |
| 8  | 11月23日 | 四谷                     | -      | ホテルニューショーヘイ                    |                           |
| 9  | 11月30日 | 栄・錦（愛知県名古屋市） | -      | 西鉄ホテル クルーム 名古屋                |                           |
| 10 | 12月07日 | 三宮（兵庫県神戸市）     | -      | スマイルホテル神戸元町                    |                           |
| 11 | 12月14日 | 神田                     | -      | 明神の湯 ドーミーインPREMIUM神田          |                           |
| SP | 12月21日 | 天神（福岡県福岡市）     | -      | ホテルマイステイズ福岡天神南              | 1時間SP （23:00 - 24:00） |

#### 2024年
| #  | 放送日   | 場所                   | ゲスト             | 宿泊したホテル                            | 備考                      |
| -- | -------- | ---------------------- | ------------------ | ----------------------------------------- | ------------------------- |
| 12 | 01月11日 | 今池（愛知県名古屋市） | -                  | ホテルルートイン名古屋今池駅前            |                           |
| 13 | 01月18日 | 尼崎（兵庫県）         | -                  | ワイズホテル阪神尼崎駅前                  |                           |
| 14 | 01月25日 | 中洲（福岡県福岡市）   | -                  | 福岡フローラルイン西中洲                  |                           |
| 15 | 02月01日 | 蒲田                   | -                  | ホテルアマネク蒲田駅前                    |                           |
| 16 | 02月08日 | 船橋                   | -                  | サンホテル船橋                            |                           |
| 17 | 02月22日 | 札幌                   | -                  | ホテルリソル トリニティ札幌               | 1時間SP （22:00 - 23:00） |
| 18 | 02月29日 | 高知市                 | -                  | 高知グリーンホテルはりまや橋              |                           |
| 19 | 03月07日 | 後免（高知県南国市）   | -                  | サザンシティホテル                        |                           |
| 20 | 03月14日 | 博多駅                 | -                  | EN HOTEL Hakata                           |                           |
| 21 | 03月21日 | 越前市                 | -                  | スーパーホテル越前・武生                  |                           |
| 22 | 04月04日 | 恵比寿                 | -                  | 恵比寿ホリックホテル                      |                           |
| 23 | 04月11日 | 長浜                   | -                  | ランプライトブックスホテル福岡            |                           |
| 24 | 04月18日 | 浅草                   | -                  | アパホテル浅草 雷門                       |                           |
| 25 | 04月25日 | 京橋（大阪府）         | -                  | シティホテル京橋                          |                           |
| 26 | 05月02日 | 彦根                   | -                  | ビジネスホテル近江                        |                           |
| 27 | 05月09日 | 高円寺                 | -                  | JR東日本ホテルメッツ 高円寺               |                           |
| 28 | 05月16日 | 宇都宮                 | -                  | パークプラザ宇都宮                        |                           |
| 29 | 05月23日 | 水戸（茨城県）         | -                  | 水戸第一ホテル 本館                       |                           |
| 30 | 05月30日 | 甲府（山梨県）         | -                  | ホテルフリースタイル                      |                           |
| 31 | 06月06日 | 静岡                   | -                  | HOTEL ニューマスターチ                    |                           |
| 32 | 06月13日 | 千葉                   | -                  | HOTEL PARMAN                              |                           |
| 33 | 06月20日 | 長崎                   | -                  | 長崎バスターミナルホテル                  |                           |
| 34 | 07月04日 | 鶴橋（大阪府）         | -                  | HOTEL TRAD大阪鶴橋                        |                           |
| 35 | 07月11日 | 豊見城市（沖縄県）     | -                  | 沖縄空手ホテル                            |                           |
| 36 | 07月18日 | 川崎市（神奈川県）     | -                  | 東横INN川崎駅前市役所通                   |                           |
| 37 | 07月25日 | 奈良市                 | -                  | ホテルアジール・奈良                      |                           |
| 38 | 08月01日 | 銀座（東京）           | -                  | 変なホテル東京 銀座                       |                           |
| 39 | 08月08日 | 新潟市                 | -                  | ホテルグローバルビュー新潟                |                           |
| 40 | 08月15日 | 沼津市（静岡県）       | -                  | ホテルアリア                              |                           |
| 41 | 08月22日 | 高崎市（群馬県）       | -                  | ココグラン高崎                            |                           |
| 42 | 08月29日 | 大井町（東京都）       | -                  | ヴィアイン品川大井町                      |                           |
| 43 | 09月05日 | 自由が丘（東京都）     | -                  | ホテルピュリッツァー 自由が丘             |                           |
| 44 | 09月12日 | 松戸市（千葉県）       | -                  | ビジネスホテルチェックイン                |                           |
| 45 | 09月19日 | 川口市（埼玉県）       | -                  | COCO STAY西川口駅前                       |                           |
| 46 | 10月03日 | 五所川原市（青森県）   | -                  | ホテルサンルート五所川原                  |                           |
| 47 | 10月10日 | 弘前市（青森県）       | -                  | GOOD OLD HOTEL                            |                           |
| 48 | 10月17日 | 熊本市（熊本県）       | -                  | アンドコンフィホテル熊本城ビュー          |                           |
| 49 | 10月24日 | 熊本市（熊本県）       | -                  | 熊本ワシントンホテルプラザ                |                           |
| 50 | 10月31日 | 羽田（東京）           | -                  | ホテルJALシティ羽田 東京 ウエストウイング |                           |
| 51 | 11月07日 | 北千住（東京）         | 橋本直（銀シャリ） | アーバイン東京・上野 北千住               |                           |
| 52 | 11月14日 | 東大阪市（大阪府）     | -                  | SEKAI HOTEL Fuse                          |                           |
| 53 | 11月21日 | 町田市（東京）         | -                  | ホテル新宿屋                              |                           |
| 54 | 11月28日 | 足利市（栃木県）       | -                  | HOTEL R9 The Yard 足利駅西                |                           |
| 55 | 12月05日 | 宮崎市（宮崎県）       | -                  | ホテルマリックス ラグーン                 |                           |
| 56 | 12月19日 | 門前仲町（東京）       | ヒコロヒー         | 京成リッチモンドホテル 東京門前仲町       | 1時間SP （22:00 - 23:00） |
| SP | 12月31日 | 札幌市（北海道）       | -                  | ホテルハシモト                            | 45分SP 23:00 - 23:45      |

#### 2025年
| #  | 放送日   | 場所                   | ゲスト             | 宿泊したホテル                           | 備考 |
| -- | -------- | ---------------------- | ------------------ | ---------------------------------------- | ---- |
| 57 | 01月09日 | 横須賀（神奈川県）     | -                  | ホテルパレス                             |      |
| 58 | 01月16日 | 十三（大阪府）         | -                  | アスティルホテル十三 プレシャス          |      |
| 59 | 01月23日 | 日向市（宮崎県）       | -                  | ホテルメリッサ日向                       |      |
| 60 | 01月30日 | 赤羽（東京）           | -                  | ホテルウィングインターナショナル東京赤羽 |      |
| 61 | 02月06日 | 横浜（神奈川県）       | -                  | 相鉄フレッサイン横浜駅東口               |      |
| 62 | 02月13日 | 豊橋市（愛知県）       | -                  | ニュー東洋ホテル2                        |      |
| 63 | 02月20日 | 岡崎市（愛知県）       | -                  | ほてる小栁津                             |      |
| 64 | 02月27日 | 霧島市（鹿児島県）     | -                  | アーバンホテル国分                       |      |
| 65 | 03月06日 | 鹿児島市（鹿児島県）   | -                  | ホテルニューニシノ                       |      |
| 66 | 03月13日 | 西宮市（兵庫県）       | -                  | 甲子園ホテル夕立荘                       |      |
| 67 | 03月20日 | 八王子市（東京）       | -                  | 千代田ホテル                             |      |
| 68 | 04月03日 | 大正（大阪府）         | 山名文和（アキナ） | ホテルソビアル大阪ドーム前               |      |
| 69 | 04月10日 | 新橋（東京）           | -                  | the b 新橋                               |      |
| 70 | 04月17日 | 浦和（埼玉県）         | -                  | 浦和ワシントンホテル                     |      |
| 71 | 04月24日 | 池袋（東京）           | -                  | 天然温泉 豊穣の湯 ドーミーイン池袋       |      |
| 72 | 05月01日 | 高松市（香川県）       | -                  | ホテル川六 エルステージ高松              |      |
| 73 | 05月08日 | 木更津市（千葉県）     | -                  | ホテル銀河                               |      |
| 74 | 05月15日 | 仙台市（宮城県）       | -                  | ホテルプレミアムグリーンソブリン         |      |
| 75 | 05月22日 | 新宿（東京）           | -                  | 東京ビジネスホテル                       |      |
| 76 | 05月29日 | 広島市（広島県）       | -                  | 広島インテリジェントホテル スタジアム前  |      |
| 77 | 06月05日 | 阿佐ヶ谷（東京）       | -                  | ホテルルートイン東京阿佐ヶ谷             |      |
| 78 | 06月12日 | 立川市（東京）         | -                  | ビジネスホテル小沢屋                     |      |
| 79 | 06月19日 | 草津（群馬県）         | -                  | ビジネスホテル アゼリア                  |      |
| 80 | 06月26日 | 上野（東京）           | 蛍原徹             | ホテル丸谷                               |      |
| 81 | 07月03日 | 金山（愛知県名古屋市） | -                  | 割烹・ホテル いろは                      |      |
| 82 | 07月10日 | 四日市市（三重県）     | -                  | ホテルエコノ四日市                       |      |
| 83 | 07月17日 | 長野市（長野県）       | -                  | 長野第一ホテル                           |      |
| 84 | 07月24日 | 人形町と茅場町（東京） | -                  | 住庄ほてる                               |      |
| 85 | 07月31日 | 土浦市（茨城県）       | -                  | ビジネスホテル トキワ                    |      |
| 86 | 08月07日 | 熊谷市（埼玉県）       | -                  | ホテルグランワイズ熊谷駅前プレミア       |      |
| 87 | 08月14日 | 鶴岡市（山形県）       | -                  | HOTEL STAY iN 山王プラザ ANNEX           |      |

## 放送時間

### 現在の放送時間
- 2023年10月5日 - 現在：毎週木曜日22:30 - 23:00

1時間スペシャル版
- 2023年12月21日：23:00 - 24:00
- 2024年2月22日：22:00 - 23:00
- 2024年12月19日：22:00 - 23:00

### 過去の放送時間
単発版
- 2023年6月16日：22:00 - 23:00

## スタッフ

### 現在のスタッフ（2024年10月以降）
- 演出︰佐藤稔久（極東電視台）
- 構成：水野守啓、小川賢治
- タイトル：ニョグ
- イラスト：ササガミタケシ
- 編集：今井隆之（PLTWORK）
- MA：小野夏実、岩佐早紀子【不定期交代】
- 音効：松田創
- 音声：植松一哉（セッターズ）、松橋利行・長島大輔（極東電視台）、大原貴志（エムズプロ）【週替り】
- 広報：田中久美香（BS朝日）
- TK：伊藤美紀
- デスク：相良美久（BS朝日）
- AD：境野鈴夏・山本夏実・小田真名伽・尾澤朱季（極東電視台）【週替り】
- ディレクター：宇山夏々子・古山洋輔（極東電視台）、佐藤啓（NONぷれ）、寺井克徳、山下貴之【週替り】（宇山→以前はAD）
- AP：鈴木里奈（極東電視台）
- プロデューサー：竹内絵梨子（BS朝日）、菊地理那（極東電視台）
- 制作著作：BS朝日
- 制作協力：極東電視台

### 過去のスタッフ
- 音声：松田健士朗（極東電視台）、山田孝博、植田晃正（RKCプロダクション）
- AD：垣内慶斗・桶谷宗太（極東電視台）
- ディレクター：柏田雄二、山村美樹（極東電視台）
- プロデューサー：井手上飛鳥・品川朋彦（BS朝日）、神野友里・高橋久直（極東電視台）

## テーマソング
- オープニングテーマ
  - 南佳孝「スローなブギにしてくれ」
- エンディングテーマ - 一つの楽曲に固定では無く、いずれかの楽曲がエンディングで使用される。
  - 大瀧詠一「夢で逢えたら」
  - 寺尾聰「ルビーの指環」
  - 薬師丸ひろ子「あなたを・もっと・知りたくて」